# Гикаев, Эдуард Сергеевич
Эдуа́рд Серге́евич Гика́ев (14 августа 1979, Тбилиси, СССР) — российский футболист, ныне — начальник команды «Краснодар-2».

## Клубная карьера
Профессиональную карьеру начал в 1995 году в команде третьей лиги «Иристон» Владикавказ. В 1998 году перешёл в «Аланию»-2, за которую в том сезоне провёл 39 матчей во Втором дивизионе. В 2000 году стал игроком «Автодора» Владикавказ.
В 2001 году перебрался в осетинский клуб «Аланию», однако первые два года играл в основном в дублирующем составе в турнире дублёров РФПЛ. Летом 2003 года, вместе с одноклубником Виталием Чочиевым и бывшим одноклубником Умаром Карсановым из «Автодора», перешёл в «КАМАЗ», с которым добился права выступать в Первом дивизионе, где в составе команды из Набережных Челнов провёл два с половиной сезона. 24 июля 2006 года был заявлен воронежским «Факелом», однако в клубе провёл лишь полгода, и вскоре перебрался в «Машук-КМВ» Пятигорск.
Затем выступал «Жемчужине-Сочи». В 2009 году стал игроком в брянского «Динамо». В июле 2010 года был выставлен на трансфер, через месяц был в заявке «Губкина». В сезоне-2011/12  играл во втором дивизионе (зона «Запад») за вологодское «Динамо».

## Карьера тренера
В 2013 году работал тренером в академии «Краснодара». В январе 2014 занимался с детьми 2000 года рождения. С 2016 года работал начальником молодёжной команды ФК «Краснодар», затем — «Краснодар-2».